# T-Pain
T-Pain (egentlige navn Faheem Najm, født den 30. september 1984 i Tallahassee, USA) er en amerikansk rapper og R & B kunstner. T-Pain er kendt for sin brug af Auto-tune. Han rapper, synger og er producer. Hans karriere begyndte da han lavede et remix af sangen "I'm locked up" til Akon. Nu er han en del af Konvict Muzik med Nappy Boy Entertainment og er blevet kendt over hele verden.

## Priser & Nomineringer
- American Music Awards
  - 2007, Favorite Male Artist [Nominerad]

- BET Awards
  - 2008, Best Collaboration ("Kiss Kiss") with Chris Brown (Nominerad)[2]
  - 2008, Best Collaboration ("Low") with Flo Rida [Nominerad][2]
  - 2008, Viewer's Choice  ("Kiss Kiss") with Chris Brown (Nominerad)[2]
  - 2008, Best Collaboration ("Good Life") with Kanye West (Vann)[3]
  - 2008, Video of the Year ("Good Life") with Kanye West (Nominerad)[2]

- BET Hip Hop Awards
  - 2008, Best Ringtone ("Low") with Flo Rida [Nominerad]
  - 2008, Best Hip-Hop Video ("Good Life") with Kanye West [Vann]
  - 2008, Best Hip-Hop Collabo ("Low") with Flo Rida [Nominerad]
  - 2008, Best Hip-Hop Collabo ("Good Life") with Kanye West [Nominerad]
  - 2008, Track of the Year ("Good Life") with Kanye West [Nominerad]

- BMI Urban Awards
  - Song Writer Of The Year (Vanna)
  - Producer Of The Year shared with J.R. Rotem & Kanye West (Vann)

- Grammy Awards
  - 2008, Album of the Year (Graduation) [Noinerad]
  - 2008, Best R&B Performance by a Duo or Group ("Bartender") with Akon [Nominerad]
  - 2008, Best Rap/Sung Collaboration ("Good Life") With Kanye West [Nominerad]
  - 2008, Best Rap/Sung Collaboration ("Kiss Kiss") with Chris Brown [Nominerad]
  - 2008, Best Rap Song ("Good Life") with Kanye West (Vann)

- Ozone Music Awards
  - 2008, TJ's DJ's Hustler of the Year [Nominerad]
  - 2008, Club Banger of the Year ("I'm So Hood") med DJ Khaled, Trick Daddy, Rick Ross, & Plies [Nomineret]
  - 2008, Club Banger of the Year ("Low") med Flo Rida [Nomineret]
  - 2008, Best Rap/R&B Collaboration ("She Got It") with 2 Pistols & Tay Dizm [Nomineret]
  - 2008, Best R&B Artist [Nominerad]
  - 2008, Best TJ's DJ's Tastemaker Award (Vann)
  - 2007, Best Male R&B Artist (Vann)
  - 2007, Best Rap/R&B Collaboration ("Shawty") med Plies (Vann)
  - 2007: Best Rap/R&B Collaboration ("Buy U a Drank (Shawty Snappin')" med Yung Joc [Nomineret]

- MTV Video Music Award
  - 2008, Best Hip-Hop Video ("Low") med Flo Rida (Nomineret)
  - 2008, Best Male Video ("Low") med Flo Rida [Nomineret]
  - 2007, Monster Single of the Year ("Buy U a Drank (Shawty Snappin)"), featuring Yung Joc [Nomineret]

- Teen Choice Awards
  - 2008, Choice Hook-Up: Flo Rida Featuring T-Pain, "Low"
  - 2008, Choice Music: R&B Artist – T-Pain
  - 2008, Choice Music: Rap/Hip-Hop Track – Lil Mama featuring Chris Brown and T-Pain, "Shawty Get Loose" (Vann)

- Vibe Awards
  - 2007, Best R&B Artist [Nomineret]
  - 2007, Best Collaboration ("Buy U a Drank (Shawty Snappin)") med Yung Joc [Nomineret]
  - 2007, Song of the Year ("Buy U a Drank (Shawty Snappin)") med Yung Joc (Vann)'

## Diskografi
- 2005 Rappa Ternt Sanga
- 2007 Epiphany
- 2009 Thr33 Ringz
- 2010 RevolveЯ